# Farmington (Delaware)
Farmington – miasto w Stanach Zjednoczonych, w stanie Delaware, w hrabstwie Kent.